# Ein Hauch von Gift
Ein Hauch von Gift ist ein Mixtape des deutschen Rapper Bizzy Montana. Es erschien am 21. April 2011 über D-Bos Musiklabel Wolfpack Entertainment.

## Entstehungsgeschichte
Bizzy Montana veröffentlichte im Juli 2009 mit Mukke aus der Unterschicht 3 den Abschluss der Mukke aus der Unterschicht-Trilogie. Danach veröffentlichte er zahlreiche Freetracks. Zudem war er mit zwei Titeln auf dem Sampler Hip-Hop lebt Vol. 1 vertreten, der im Februar 2011 erschien und von Bizzy Montanas Manager Hadi El Dor organisiert wurde.
Ende 2010 begann er mit den Arbeiten an neuen Soloprojekten. Ursprünglich plante der Rapper, nach den drei Streettapes sein erstes Soloalbum zu veröffentlichen. Dieser Plan wurde aber geändert, sodass zuerst Ein Hauch von Gift als Mixtape erschien. Als Begründung nannte Montana, dass er noch zu verplant und zu unentschlossen sei. Zudem seien die ungeklärte Labelfrage sowie finanzielle Probleme weitere Gründe für die Veröffentlichung eines Mixtapes gewesen. Auch die lange Abstinenz trug ihren Teil dazu bei, dass sich Ein Hauch von Gift zu einem Mixtape entwickelte.
In einem Interview mit Falk Schacht von Mixery Raw Deluxe verkündete er im Dezember 2010, dass seine Labelsituation unklar sei und er nicht konkret an einem Release arbeite. Jedoch sprach er von einer Option, ein weiteres Album über Bushidos Label ersguterjunge zu veröffentlichen. Kurz nach Chakuzas Abgang von ersguterjunge gab es verstärkte Gerüchte über einen Abgang von ersguterjunge, was Montana in einem Interview Anfang März bestätigte.
Ende Februar gab Bizzy Montana erste Informationen über Ein Hauch von Gift bekannt. Parallel dazu erschienen zwei Teaser von einem Videodreh, indem man einen bis dahin unveröffentlichten Beat sowie einige Videoszenen sehen konnte. Das komplette Video, das den Track Leeres Blatt visualisiert, wurde am 8. April veröffentlicht. Im April wurden zudem zwei kurze Ansagen von den Rappern Chakuza und Marc Reis veröffentlicht, in dem diese über Ein Hauch von Gift sprachen. Am 21. April wurde das zweite Video zu Zieh zieh mit Vega veröffentlicht.

## Titelliste
| #  | Titel                    | Produzent     | Gastmusiker              | Länge |
| -- | ------------------------ | ------------- | ------------------------ | ----- |
| 1  | Intro                    | Bizzy Montana |                          | 2:15  |
| 2  | BoOom                    | Bizzy Montana |                          | 3:16  |
| 3  | Cash, Money              | Bizzy Montana | Chakuza                  | 4:39  |
| 4  | Leeres Blatt             | Bizzy Montana |                          | 4:32  |
| 5  | Komma kla                | Bizzy Montana | David Asphalt            | 3:16  |
| 6  | Wos Party                | Bizzy Montana |                          | 4:16  |
| 7  | Drauf                    | Bizzy Montana |                          | 4:08  |
| 8  | Was geht bei dir?        | Bizzy Montana | Silla                    | 3:22  |
| 9  | Nachtleben               | Bizzy Montana | Son Saifa und Midy Kosov | 4:43  |
| 10 | Ende Gelände             | Beatlefield   |                          | 3:23  |
| 11 | Rap ist.....             | Bizzy Montana |                          | 3:22  |
| 12 | Zieh zieh                | Bizzy Montana | Vega                     | 3:39  |
| 13 | Nur ein....              | Bizzy Montana |                          | 3:23  |
| 14 | Zeichen                  | Bizzy Montana |                          | 4:36  |
| 15 | Gewitter                 | Bizzy Montana | Amar und DJ Access       | 3:52  |
| 16 | Schutt und Asche         | Bizzy Montana |                          | 3:23  |
| 17 | Was solls                | Bizzy Montana |                          | 3:23  |
| 18 | Rückenwind               | Beatlefield   |                          | 3:50  |
| 19 | Ich will... (The Secret) | Bizzy Montana | Caney K.O. und X-Treme   | 4:42  |
| 20 | Outro                    | Jenzey        |                          | 4:25  |

## Gastbeiträge
Auf Ein Hauch von Gift enthalten sieben Titel Gastbeiträge (sogenannte Features) von insgesamt zehn Künstlern. So wurde der Song Cash, Money mit Chakuza, mit dem Bizzy Montana 2006 das Kollaboalbum Blackout veröffentlichte, aufgenommen. Ein weiterer Gastbeitrag befindet sich auf dem Titel Komma kla, wo David Asphalt eine Strophe übernahm. Auch Was geht bei dir? enthält ein Featuring. Auf diesem Titel ist auch Silla zu hören, mit dem Bizzy Montana bereits einen Song für dessen Album Silla Instinkt aufnahm. Der Kontakt entstand durch den Musikproduzenten Abaz. Nachtleben enthält Gastbeiträge der Baden-Württemberger Rapper Son Saifa und Midy Kosov. Der Titel Zieh zieh entstand aus einer Zusammenarbeit zwischen Bizzy Montana und Vega. Auf Gewitter werden Ex-Optik-Records-Rapper Amar und DJ Access aus Dresden gefeaturet. Zudem wird er bei Ich will... (The Secret) von Caney Knockout, der als Back-Up-Rapper Montanas auftritt, und X-Treme unterstützt.

## Produktion
Ein Hauch von Gift wurde wie die vorherigen Alben größtenteils von Bizzy Montana produziert. Der Rapper zeigte sich für die Produktionen von Intro, BoOom, Cash, Money, Leeres Blatt, Komma kla, Wos Party, Drauf, Was geht bei dir?, Nachtleben, Rap ist....., Zieh zieh, Nur ein...., Zeichen, Gewitter, Schutt und Asche, Was solls und Ich will... (The Secret) zuständig. Zwei weitere Beats wurden vom Produzentenduo Beatlefield, das aus Rapper Chakuza und DJ Stickle besteht, beigesteuert. Diese Produktionen sind den Titeln Ende Gelände und Rückenwind zuzuordnen. Die musikalische Untermalung zu Outro wurde vom bis dato eher unbekannten Musikproduzenten Jenzey getätigt.
Alle Titel wurden von Bizzy Montana im Biznessmusicstudio in Müllheim aufgenommen. Der Prozess der Abmischung, bei dem alle Tonspuren zusammengefügt und überarbeitet werden, wurde ebenfalls von Bizzy Montana übernommen. Für das Mastering, der Nachbearbeitung der Klänge, zeigte sich Casper Mussler verantwortlich.

## Illustration
Das Albumcover wurde aus der Vogelperspektive fotografiert und zeigt Bizzy Montana als Protagonisten. Dabei schreibt er mit seiner rechten Hand Texte auf den linken Arm. Die Darstellung ähnelt dem Spritzen von Heroin. Bizzy Montana trägt ein weißes T-Shirt, eine graue Mütze, eine Jeans-Hose sowie braune Schuhe. Über seiner rechten Schulter hängt eine Lederjacke, im Mund hat er einen Gürtel.
Im Hintergrund ist eine Toilette zu sehen, was sich an den Kacheln, der Kloschüssel und der Toilettenpapierrolle erkennen lässt. Rund um Bizzy Montana liegen zudem einzelne Gegenstände wie Mikrofon, Zeitung oder Bierdose.
Zentral vom Cover steht der schwarze Schriftzug Bizzy Montana. Daneben sind Frequenzlinien abgebildet. Darunter wird in Schreibschrift der Schriftzug Ein Hauch von Gift dargestellt.
Im Booklet ist ein weiteres Foto von Bizzy Montana abgebildet. Dabei liegt er auf dem Rücken auf einer Holzbank und hat seine rechte Hand auf seiner Stirn. In der linken Hand hält er eine Flasche des US-amerikanischen Whiskeys Jim Beam. Auf der Rückseite des Booklets sitzt Bizzy Montana auf dem Boden einer Toilette, dabei ist eine ähnliche Szene wie auf dem Cover dargestellt. Erneut schreibt er mit einem Kugelschreiber Texte auf seinen linken Unterarm und ist von leeren Alkoholflaschen und einem Kopfhörer umgeben.
Das komplette Artwork wurde vom Mannheimer Grafiker Robin Heller für hellesdesign gestaltet.

## Stil
Bizzy Montana trägt seine Texte als rhythmischer Sprechgesang über typische Hip-Hop-Beats vor. Diese wurden zumeist technisch per Synthesizer hergestellt. In wenigen Liedern spielte Bizzy Montana eine Gitarre ein. Ansonsten wurden aus finanziellen Gründen keine Live-Instrumente verwendet.
Textlich befinden sich jedoch im Gegensatz zu vorherigen Veröffentlichungen des Rappers nur wenige melancholische Titel auf der CD, hingegen wurden vermehrt Songs aufgenommen, die dem Battle-Rap zuzuordnen sind. Montana begründete dies damit, dass sich in der Entstehungszeit von Ein Hauch von Gift viel verändert habe und er sich immer selbst im Weg gestanden sei.

## Vermarktung

### Freetracks
Am 30. März 2011 veröffentlichte Bizzy Montana auf seinem Youtube-Kanal per Audio-Stream den Freetrack Mischkonsum, auf dem ein Gastbeitrag von CashMo vertreten war. Der Titel wurde vom Produzententeam 3Nity, bestehend aus CashMo, J.Bream und Dominik Rothert, produziert.

### Videos
Nachdem bereits im März Teaser von einem Videodreh erschienen, wurde der komplette Clip zu Leeres Blatt am 8. März 2011 auf hiphop.de ausgestrahlt. Das Video wurde von Robin Heller für HellesDesign produziert. Der Dreh fand in Mannheim-Neckarstadt statt.
Das zweite Video wurde zu Zieh zieh mit Vega gedreht und feierte am 21. April 2011 über 16 Bars Premiere. Wie auch die erst Videoauskoppelung wurde auch dieser Clip von Robin Heller für HellesDesign produziert. Im Video wurden Raucheffekte angewendet.

### Live-Auftritte
Im Oktober 2010 trat Bizzy Montana im Rahmen der Chakuza-Tour Monster auf Tour als Back-Up-Rapper auf. Ein weiteres Konzert fand am 3. Dezember in Ludwigshafen statt, wo neben Bizzy Montana auch Chakuza und Vega auftraten.
Ein weiteres Konzert fand am 8. April in der Alten Feuerwache in Bad Nauheim statt. Neben Bizzy Montana traten auch die Rapper A-Nimo und S-Rap auf.

## Rezeption

### Charterfolg
Ein Hauch von Gift platzierte sich auf Platz 42 der deutschen Albumcharts. In den österreichischen Charts stieg der Tonträger in der 17. Kalenderwoche am 4. Mai 2011 auf Platz 53 ein, was Bizzy Montanas höchste Chartplatzierung in Österreich darstellt. In beiden Ländern konnte sich das Mixtape nur eine Woche in den Top 100 klassieren.